# 天六瓦斯氣爆事故
天六瓦斯氣爆事故（天六ガス爆発事故）是1970年（昭和45年）4月8日傍晚在日本大阪府大阪市北区（包含舊大淀區、舊北區）国分寺附近的大阪市營地下鐵谷町線天神橋筋六丁目站工地現場發生的燃氣爆炸事故。
此事故造成79人死亡、420輕重傷的慘劇。住宅26戶全燒或者半燒毀、336戶被氣爆的震風損壞、在鄰近地區門窗被震風損壞的住宅甚至還有1,000戶以上。

## 事發經過
1970年（昭和45年）4月8日17時15分左右、工程人員將露出在地下坑道中，用來輸送瓦斯的中壓和低壓管道中，凝結水除水器的接頭部分拔除後，意外引發瓦斯外洩。中壓管道是在1957年（昭和32年）5月鋪設的老舊管線，因瓦斯外洩意外，所有在地下工作區的工程人員全數被疏散到地面上。
事發地點附近剛好有大阪瓦斯公司的巡邏車經過，發現並通報了總公司，因此總公司出動了事故處理車，另外也出動消防車巡邏廣播要求附近居民避難，以及現場嚴禁煙火。然而事故處理車抵達事故現場時剛好引擎熄火，處理車為了再次發動引擎，數次發動點火系統，不慎引發的火花點燃了自覆蓋在以明挖覆蓋工法方式施工的現場上面覆蓋板縫隙中洩出的瓦斯，在17時39分左右引發大火。
這時，現場聚集了許多前來圍觀的群眾，大阪瓦斯的職員，消防員以及警官等。17時45分左右，事故處理車的大火點燃工地正下方地下洩漏的家用瓦斯，導致大規模爆炸。爆炸威力炸飛了工地現場道路上所覆蓋的1,000片總長約200公尺×寬約10公尺的覆蓋板，因此幾乎把所有圍觀的人震飛，造成大量死傷。
事故發生後，多數傷患送往同區內以北野醫院為首的25間醫院救治。大阪府警察局本部在18時，於氣爆事故現場往西約200公尺的大阪市北市民會館設置現地警備本部。而大阪市在20時，也在同一地點設立災害地對策本部。死者遺體安置於同區的太融寺、難波別院、鶴滿寺等。

## 事故後
受此事故影響、大阪市議會設置了地下鐵工事現場瓦斯氣爆事故對策特別委員會。依照當時中馬馨市長的想法，要求了當時承包建設工作的鐵建建設，與大阪瓦斯公司對死傷者以及住宅毀損的市民進行賠償。
翌年（1971年）6月，大阪府警察本部開始強制搜查，7月23日大阪地檢廳起訴了大阪市交通局職員3名、鐵建建設從業員5名、鐵建建設的下游承包商從業員1名還有大阪瓦斯從業員2名，共計11人，以業務過失致死罪起訴。裁決上的爭論點是大阪市與鐵建建設主張大阪瓦斯應負起管理責任、而大阪瓦斯卻主張大阪市應負起管理責任。
- 一審：大阪地方裁判所於昭和60年4月17日（刑月17-3～4-314）判決
  - 鐵建建設從業員（實施工程）：緩刑監禁、上訴
  - 鐵建建設下游承包商從業員：無罪
  - 大阪市交通局職員（監督施工責任）：緩刑監禁
  - 大阪瓦斯從業員（維護管理瓦斯）：1名在公審期間死亡放棄公訴、1名無罪
- 二審：大阪高等裁判所於平成3年3月22日（判時1458-18）判決
  - 停止上訴

以此事故的發生為契機，日本政府在瓦斯事業法省令第77條、第78條，制定了「進行挖掘工作時，為了保護周遭的人事物，要善加防護露出的導管線路」的相關法律條文，使得"確認露出部分兩端有無地面崩塌的危險"、"適當的防漏對策"、"能吸收或分散溫度變化引起導管伸縮的措施"、"危急情況時切斷瓦斯輸送"這些事項被決議。
附近的國分寺公園樹立慰靈碑。
另外，當時大阪府吹田市正在舉行日本萬國博覽會（大阪萬博），其中的「瓦斯展覽館」（大阪瓦斯公司的展館），因為此事件一時暫停開放。又，大阪市營地下鐵谷町線東梅田站 到 都島站施工區段，由於事故現場就在此段，因此延遲到1974年5月才開通。

## 脚注
1. ↑  東梅田～都島間3.2公里的延長工事。万博を前にした地下鉄網緊急整備計画によるものだった。
2. ↑  記者会見で「もし、あなたの肉親が爆発事故で死んでいたとしたら、どうしますか。告発状を誰に突き付けますか?」と問われた中馬市長は「原因…（絶句）勿論市民を守る立場と事故が市の工事現場で起きたという両面から、市長の私がすべての責任を負うべきだと思うし現にそう思っている」と答える。
3. ↑  死者79人（1人当り1200万円前後で総額9億1000万円）と家屋などに対する補償は事故の8か月後に完了し、負傷者に対する補償も1983年に完了した（総額5億9000万円）。

## 外部連結
- 大阪市営地下鉄・ニュートラムのあゆみ
- 大阪市会のあゆみ （页面存档备份，存于）
- 第12話 「花まつり」に地獄を見た ～史上最大の都市災害～ （页面存档备份，存于）